# Jean Baptiste Fauvelet

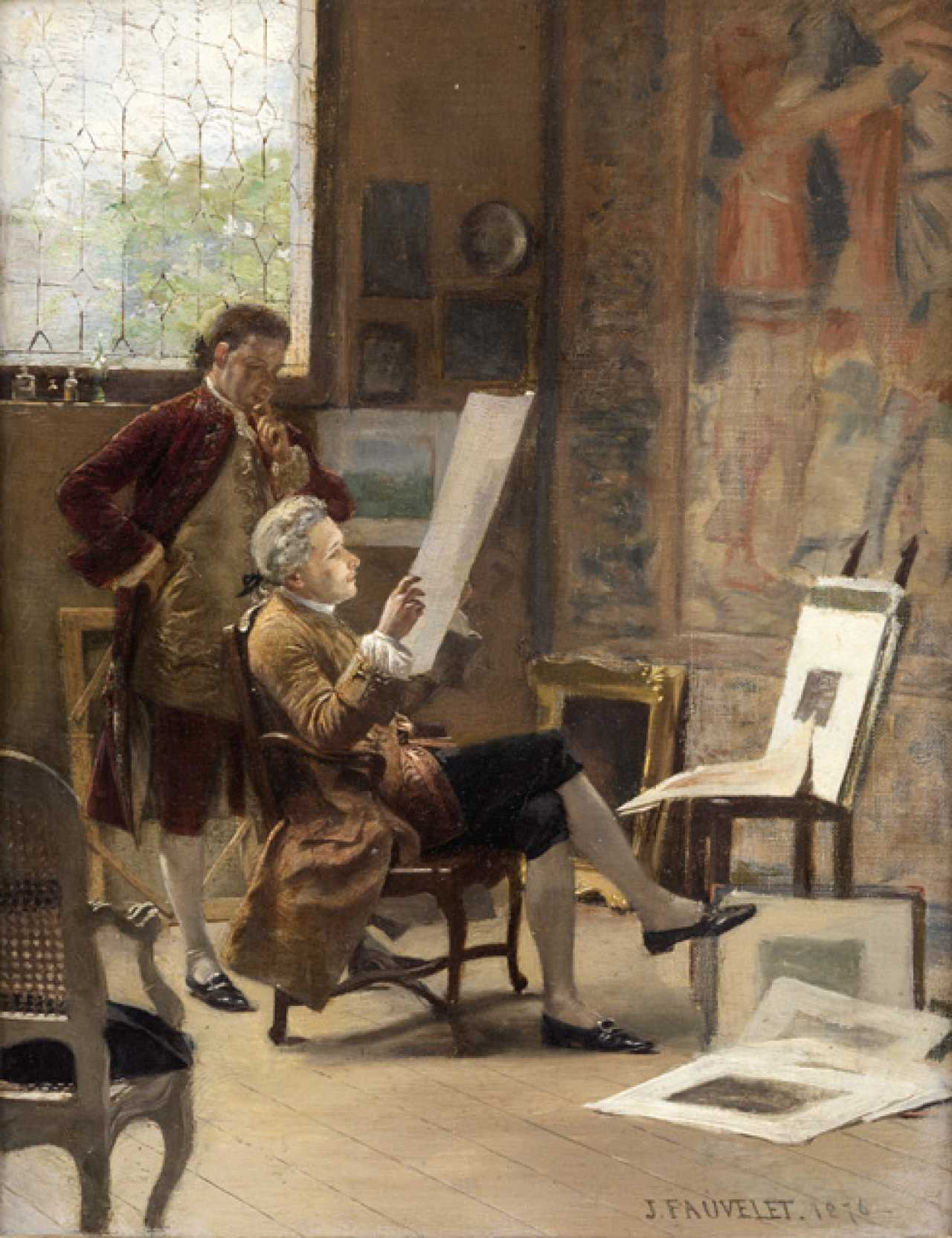
Besuch beim Kunsthändler

Jean-Baptiste Fauvelet (* 9. Juni 1819 in Bordeaux; † 14. März 1883 in Chartres) war ein französischer Genremaler und Lithograf sowie Kunstpädagoge.
Jean-Baptiste Fauvelet war Schüler des Malers Pierre Lacour (1778–1859) und Nachahmer von Ernest Meissonier.
Er wurde Zeichenlehrer am College von Chartres.
Fauvelet debütierte 1845 im Salon de Paris und stellte dort bis 1870 aus. Danach erlitt er eine Lähmung und wurde arbeitsunfähig. 1875 wurden seine bisher unverkauften Werke versteigert. 
Er erhielt eine Medaille 2. Klasse im Salon von 1848.